# Des Bleus et des bosses
 (février 2012).
Si vous disposez d'ouvrages ou d'articles de référence ou si vous connaissez des sites web de qualité traitant du thème abordé ici, merci de compléter l'article en donnant les références utiles à sa vérifiabilité et en les liant à la section « Notes et références ».
Des Bleus et des bosses est la trente-septième histoire de la série Les Tuniques bleues de Lambil et Raoul Cauvin. Elle est publiée pour la première fois du no 2474 au no 2478 du journal Spirou, puis en album en 1986.
Kiko, auteur de Foufi dans le journal Spirou, est crédité à la rédaction des textes en arabe qui parsèment l'album.

## Résumé

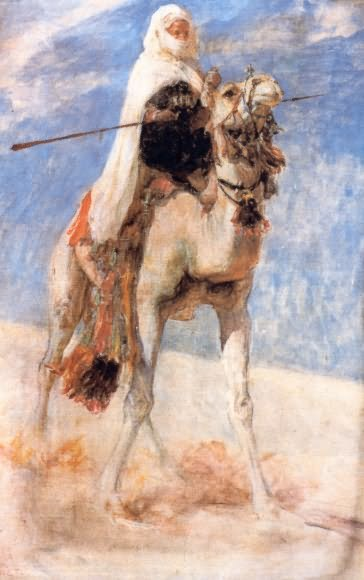
Cavalier à méhari d'Étienne Dinet (1887)

Le général Alexander est enragé ; il vient de perdre une bataille car le ravitaillement est arrivé trop tard à cause des moyens de transport (en l'occurrence des chariots) qui s'empêtrent dans la route boueuse. Le Capitaine d'État-Major Stephen Stilman eut une idée brillante : acheter des dromadaires. Le sergent Chesterfield et le caporal Blutch sont chargés d'aider le méhariste qui accompagnait les dromadaires, que Blutch surnomme « Ahmed ». Mais, trompé par le supérieur de Chesterfield qui brûle le rapport positif de Blutch, le général Alexander ne voit que les mauvais côtés des dromadaires et les renvoie. Ahmed va hélas s'engager chez les Sudistes. Dès qu'il l'apprend, Alexander charge Chesterfield et Blutch de tout faire pour qu'il quitte les Sudistes. Ahmed s'en va donc et on n'en entendit plus parler. Chesterfield et Blutch retournent donc dans leur régiment.

## Personnages
- Sergent Chesterfield
- Caporal Blutch
- Général Alexander
- Capitaine Stark
- Lieutenant Lovelace
- « Ahmed »